# Seattle (chef amérindien)
Pour les articles homonymes, voir Seattle (homonymie).
Seattle ou Sealth (siʔaɬ en lushootseed du Sud), né vers 1786, mort en 1866, fut un chef amérindien de la tribu des Duwamish connu pour un discours adressé au gouverneur Isaac Stevens en 1854 et qui a donné son nom à la métropole du nord-ouest des États-Unis.

## Biographie
Le chef Seattle (ou Sealth ou encore Seathl) des tribus amérindiennes Suquamish et Duwamish, est né vers 1786 sur l'île Blake dans l'actuel État de Washington. Son père, Schweabe, était un noble de la tribu des Suquamishs, et sa mère, Scholitza, une Duwamish.
Seattle s'est fait une réputation très jeune en tant que chef et guerrier, en prenant en embuscade et battant des ennemis remontant la Green River depuis les contreforts de la chaîne des Cascades, et en attaquant les S'Klallam, une puissante tribu vivant sur la rive nord de la péninsule Olympique. Il fit de bons mariages, avec des femmes du village de Tola'ltu, au sud est de Duwanish Head dans la baie Elliott (qui fait maintenant partie de l'ouest de Seattle). Sa première femme mourut après avoir accouché d'une fille.
Une seconde femme lui donna des fils et des filles. Il est le père de la princesse Angeline.
Après la mort d'un de ses fils, il se fit baptiser selon le rite catholique, probablement en 1848 près d'Olympia, dans l'État de Washington. Ses enfants furent également baptisés et élevés dans la foi, et sa conversion marqua son émergence en tant que chef cherchant à coopérer avec les colons américains.
Dans un trimestriel amérindien évaluant l'héritage de Seattle, on peut lire que Phillip Howell, un chef Klallam, l'aurait considéré comme un « type d'indien vulgaire [« a low type of indian »], une blague entre autochtones et pire, un lâche et un traître » du fait qu'il avait négocié des traités apportant aux Blancs des terres indiennes. Un point de vue différent est exprimé par Peg Deam, une spécialiste du développement culturel au conseil tribal des Suquamishs. Elle aurait dit que le Chef Seattle « s'était retrouvé dans une situation où il eut à faire des choix très difficiles et en définitive douloureux. Beaucoup de cœurs furent brisés par un changement complet de vie. Les colons amenèrent les Indiens sur de petites parcelles de terre séparées les unes des autres. Mais en tant que chef et en mesure de ce qu'il pouvait prévoir, je pense qu'il a fait le bon choix. »
Murray Morgan note qu'un chef dans cette région était simplement « un homme riche d'une certaine éloquence, un homme dont les opinions avaient plus de poids que celle d'autres membres de sa tribu », plutôt qu'un chef héréditaire. Il fait aussi remarquer que Seattle était exceptionnel en ce qu'il se distingua en tant que guerrier, mais qu'il fut d'abord en temps de paix un négociateur (« a peacetime tyee »).
Il meurt le 7 juin 1866 dans la réserve Suquamish de Port Madison (en), Washington (au nord de l'île de Bainbridge et au sud de Poulsbo).
L'épitaphe du chef Seattle : « Seattle, chef des Suquamps et des tribus alliées, mort le 7 juin 1866. Fidèle ami des Blancs, la ville de Seattle fut nommée ainsi en son honneur par ses fondateurs. » Et de l'autre côté de la pierre tombale, « Nom de baptême : Noah Sealth, âgé probablement de 80 ans. »

## Le discours du chef Seattle
Un discours tenu par le chef Seattle en janvier 1854 a été rapporté par le docteur Henry A. Smith, négociateur du gouvernement, dans le journal Seattle Sunday Star en 1887. Il s'agit d'une réponse à un discours du gouverneur Isaac Stevens, Commissaire aux affaires indiennes.
Selon les Archives nationales des États-Unis, la National Archives and Records Administration, « L'absence de toute preuve contemporaine amène à douter sérieusement de l'exactitude des souvenirs du docteur Smith en 1887, environ 32 ans après les événements évoqués. C'est pourquoi il est impossible… soit de confirmer soit de contester la validité de ce message. »
Si le contenu du discours n'est pas sûr, les témoins de l'époque sont tous d'accord pour dire que le discours dura environ une demi-heure, et que durant tout le discours, le chef Seattle, un homme assez grand, laissa une main sur la tête du gouverneur Stevens, homme de petite taille.
Une deuxième version du discours fut publiée dans une langue plus moderne par William Arrowsmith dans les années 1960.
Le discours redevint célèbre quand une troisième version commença à circuler, celle que tout le monde connaît aujourd’hui et qui date des années 1970. Cette dernière semble avoir été minutieusement travaillée et a peu de choses en commun avec l’original. C’est pourtant celle qui fut imprimée sur des posters, des CD (zoralkia avec les secrets du temps 2) et même des livres d’enfants. Cette version fut même citée par Al Gore dans son livre Sauver la planète Terre en 1992. Elle semble avoir été rédigée en 1971 par un scénariste américain, Ted Perry. L’affaire est révélée par le New York Times en avril 1992. Certaines affirmations de cette version populaire confirment qu’il s’agit d’un faux : la traversée par le « fil qui parle » des montagnes de Seattle, alors qu’elle n’avait pas encore eu lieu, les bisons qui étaient inconnus dans cette région, et la mention d’un chemin de fer qui n’existera pas avant 1870. C’est une supercherie médiatique de l’ère écologique naissante qui, à sa révélation, a cependant amené ses détracteurs à préciser qu’elle n’enlève rien à la stature historique du Chef Seattle, ni aux idées des défenseurs de l’environnement.
En 1991, le chanteur suisse Michel Bühler a publié une chanson intitulée Ainsi parlait un vieil Indien, qui constitue une nouvelle version du discours.